# 한인석
한인석(Han, In Suk, 1958년 4월 1일 - )은 대한민국의 과학자이자 교수이며, 산악인이다. 